# Premio al mejor Baloncestista Masculino del Año de la Patriot League
El Premio al mejor Baloncestista Masculino del Año de la Patriot League (en inglés, Patriot League Men's Basketball Player of the Year) es un galardón que otorga la Patriot League al jugador de baloncesto masculino más destacado del año. El premio fue entregado por primera vez en la temporada 1990–91. Cinco jugadores cuentan con dos premios: Adonal Foyle de Colgate (1996 y 1997), Brian Ehlers de Lafayette (1999 y 2000), C. J. McCollum de Lehigh (2010 y 2012), Mike Muscala de Bucknell (2011 y 2013) y Tim Kempton Jr. de Lehigh (2015 y 2016). Bucknell es la universidad con más vencedores con nueve.

## Ganadores

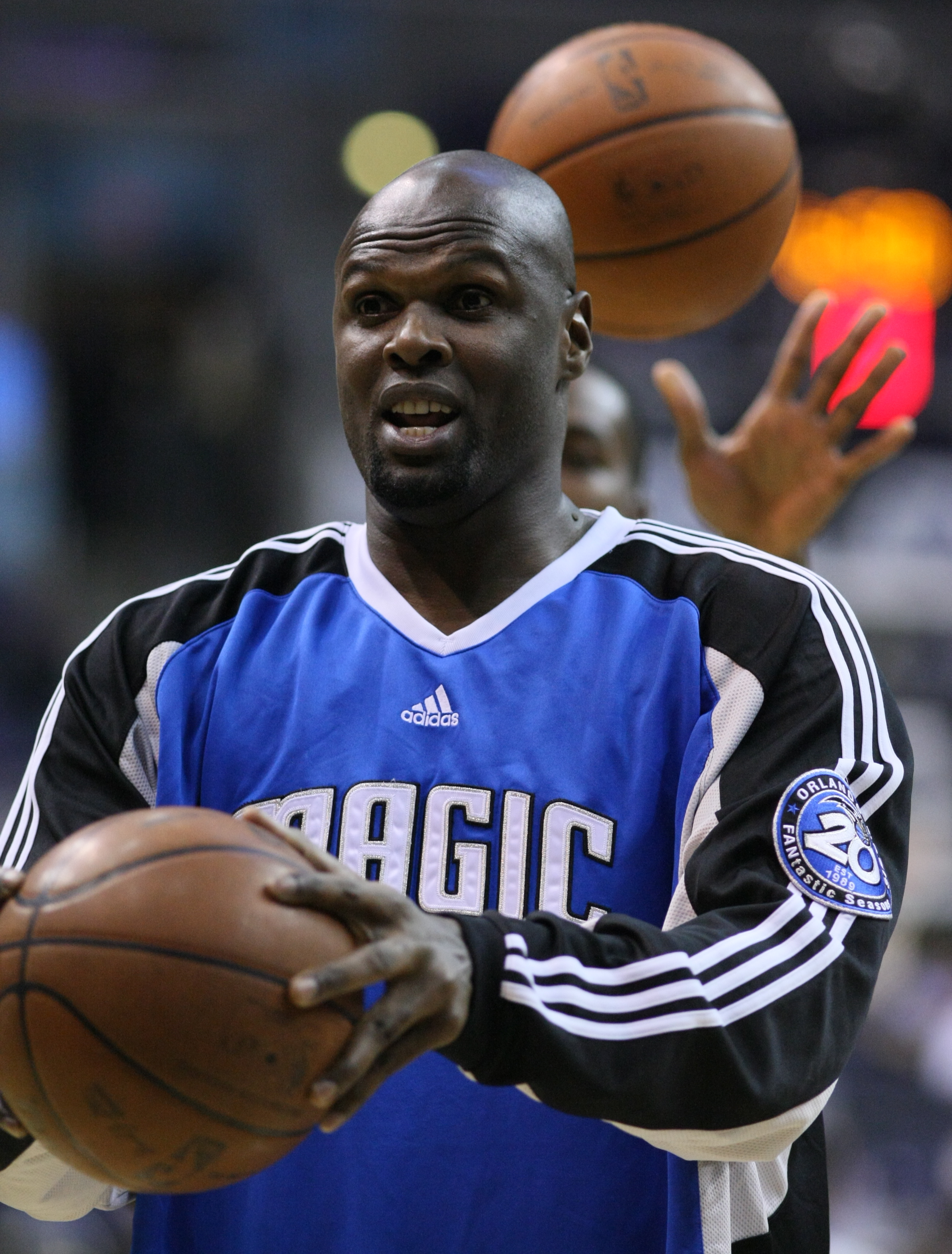
Adonal Foyle ganó el premio en 1996 y 1997 con Colgate.

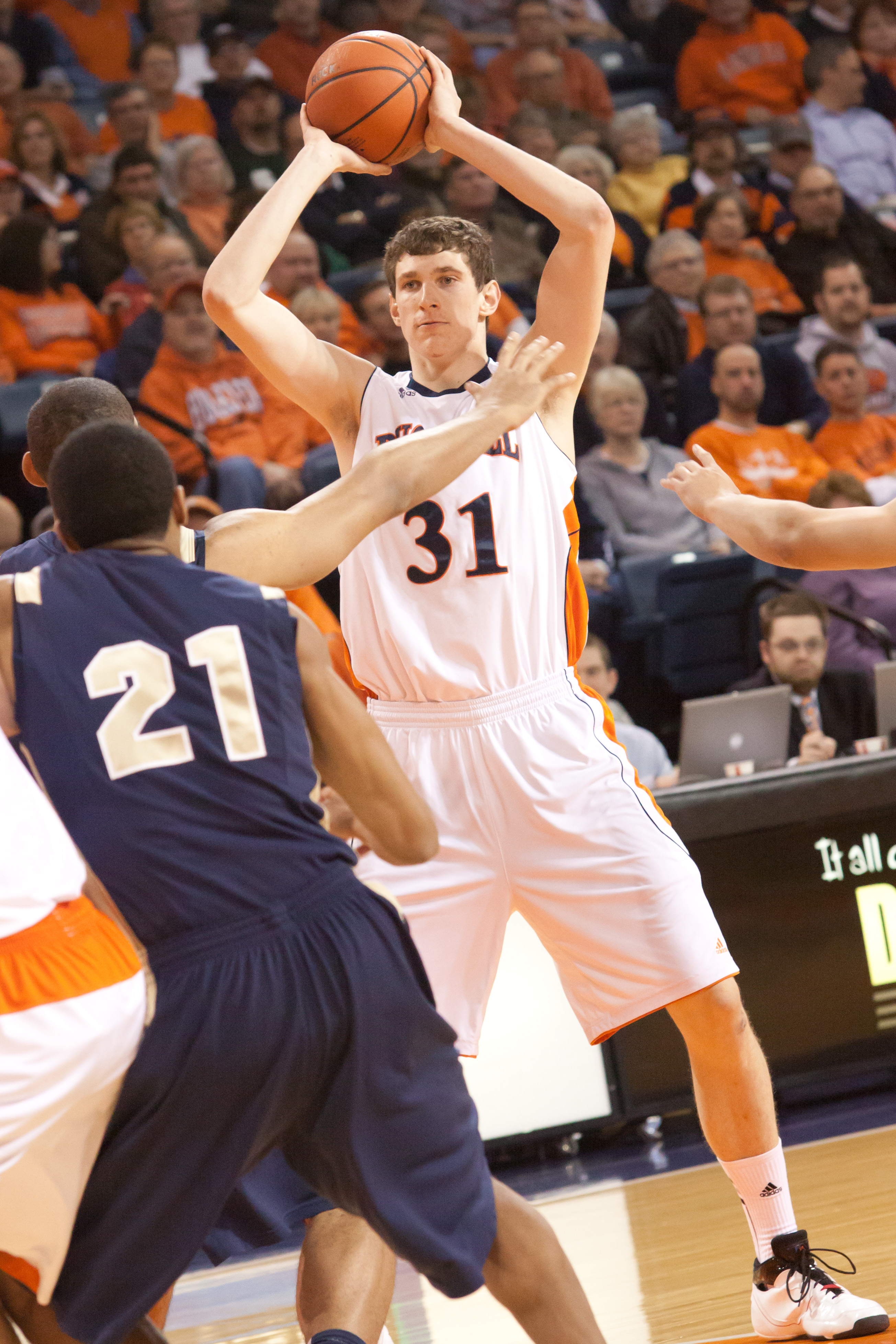
Mike Muscala ganó el premio en 2011 y 2013 con Bucknell.

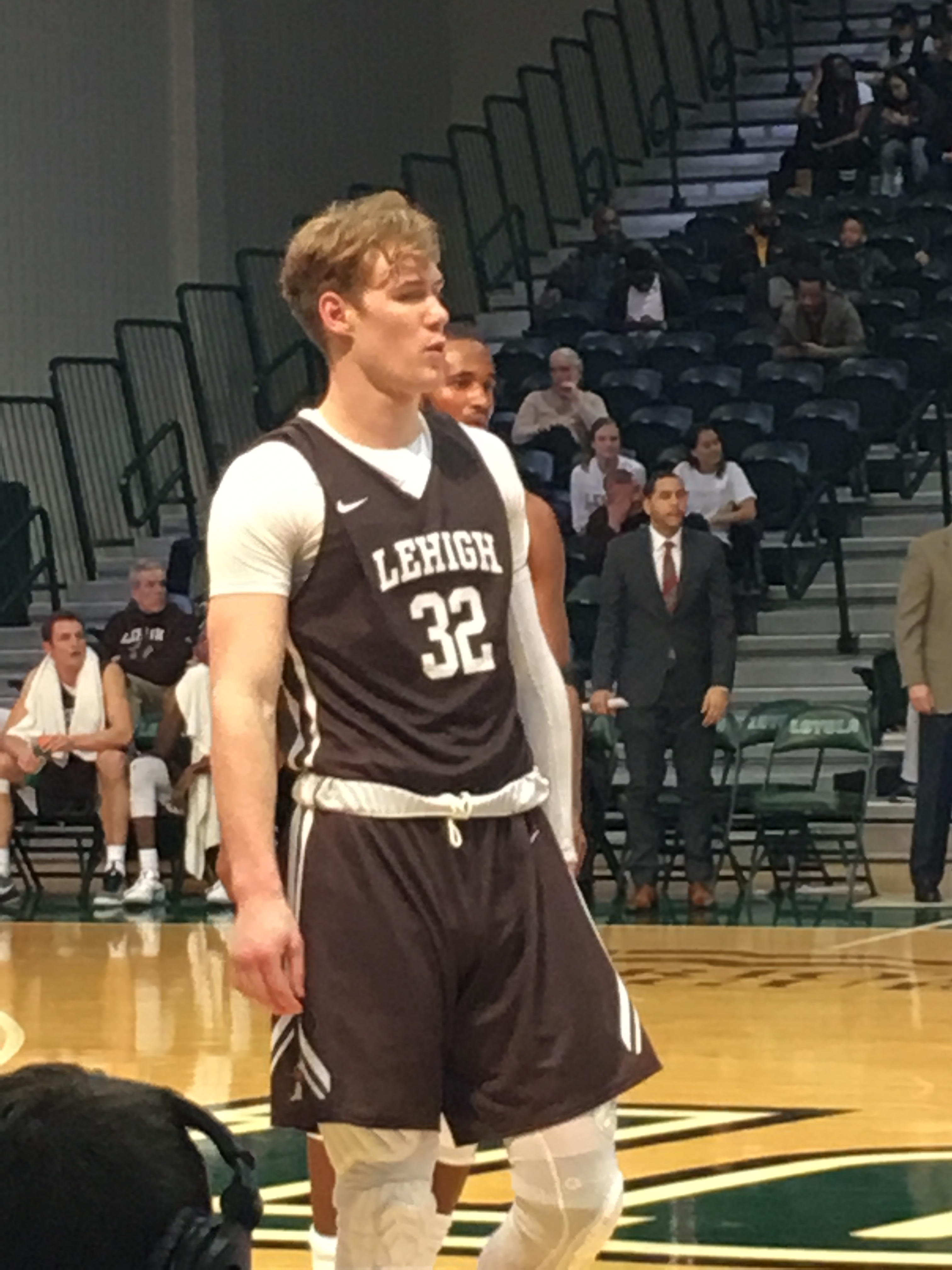
Tim Kempton ganó el premio en 2015 y 2016 con Lehigh.

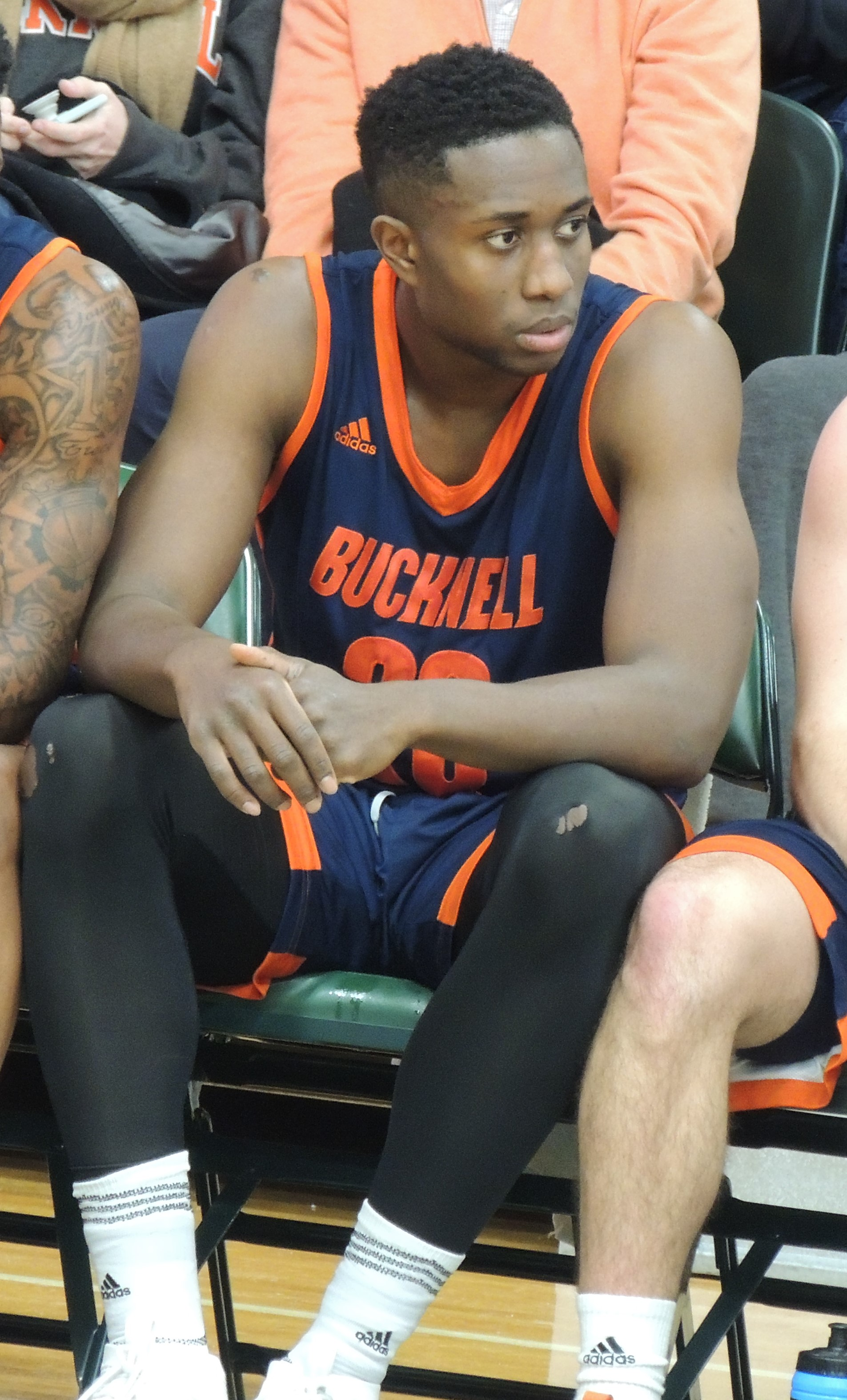
Nana Foulland ganó el premio en 2017 con Bucknell.

| †           | Co-Jugadores del Año                                                                                                |
| *           | Ganador del premio al mejor universitario del año: el Naismith College Player of the Year o el John R. Wooden Award |
| Jugador (X) | Denota el número de veces que ha conseguido el galardón                                                             |

| Temporada | Jugador             | Universidad       | Posición        | Curso     | Referencia |
| --------- | ------------------- | ----------------- | --------------- | --------- | ---------- |
| 1990–91   | Damon Lopez         | Fordham           | Pívot           | Senior    |            |
| 1991–92   | Patrick King        | Bucknell          | Alero           | Senior    |            |
| 1992–93   | Michael Bright      | Bucknell          | Alero/Escolta   | Senior    |            |
| 1993–94   | Tucker Neale        | Colgate           | Escolta         | Junior    |            |
| 1994–95   | Rob Feaster         | Holy Cross        | Ala-Pívot       | Senior    |            |
| 1995–96   | Adonal Foyle        | Colgate           | Pívot           | Sophomore |            |
| 1996–97   | Adonal Foyle (2)    | Colgate           | Pívot           | Junior    |            |
| 1997–98   | Stefan Ciosici      | Lafayette         | Pívot           | Junior    |            |
| 1998–99   | Brian Ehlers        | Lafayette         | Escolta/Base    | Junior    |            |
| 1999–00   | Brian Ehlers (2)    | Lafayette         | Escolta/Base    | Senior    |            |
| 2000–01   | Tim Szatko          | Holy Cross        | Ala-Pívot       | Sophomore |            |
| 2001–02   | Patrick Doctor      | American          | Ala-Pívot/Pívot | Senior    |            |
| 2002–03   | Patrick Whearty     | Holy Cross        | Pívot           | Senior    |            |
| 2003–04   | Austen Rowland      | Lehigh            | Base            | Senior    |            |
| 2004–05   | Kevin Hamilton      | Holy Cross        | Escolta/Base    | Junior    |            |
| 2005–06   | Charles Lee         | Bucknell          | Base/Escolta    | Senior    |            |
| 2006–07   | Keith Simmons       | Holy Cross        | Base/Escolta    | Senior    |            |
| 2007–08   | Greg Sprink         | Navy              | Base/Escolta    | Senior    |            |
| 2008–09   | Derrick Mercer      | American          | Base            | Senior    |            |
| 2009–10   | C. J. McCollum      | Lehigh            | Base/Escolta    | Freshman  | [ 1 ]      |
| 2010–11   | Mike Muscala        | Bucknell          | Ala-Pívot/Pívot | Sophomore |            |
| 2011–12   | C. J. McCollum (2)  | Lehigh            | Base/Escolta    | Junior    | [ 2 ]      |
| 2012–13   | Mike Muscala (2)    | Bucknell          | Ala-Pívot/Pívot | Senior    |            |
| 2013–14   | Cameron Ayers       | Bucknell          | Base/Escolta    | Senior    | [ 3 ]      |
| 2014–15   | Tim Kempton Jr.     | Lehigh            | Ala-Pívot/Pívot | Sophomore | [ 4 ]      |
| 2015–16   | Tim Kempton Jr. (2) | Lehigh            | Ala-Pívot/Pívot | Junior    | [ 5 ]      |
| 2016–17   | Nana Foulland       | Bucknell          | Pívot           | Junior    | [ 6 ]      |
| 2017–18   | Zach Thomas         | Bucknell          | Ala-Pívot       | Senior    | [ 7 ]      |
| 2018–19   | Rapolas Ivanauskas  | Colgate           | Ala-Pívot       | Junior    | [ 8 ]      |
| 2019–20   | Sa'eed Nelson       | American          | Base            | Senior    | [ 9 ]      |
| 2020–21   | Jordan Burns        | Colgate           | Base            | Senior    | [ 10 ]     |
| 2021–22   | Sukhmail Mathon     | Boston University | Ala-Pívot       | Graduado  | [ 11 ]     |
| 2022–23   | Tucker Richardson   | Colgate           | Base            | Senior    | [ 12 ]     |
| 2023–24   | Braeden Smith       | Colgate           | Base            | Sophomore | [ 13 ]     |
| 2024–25   | Noah Williamson     | Bucknell          | Pívot           | Junior    | [ 14 ]     |

## Ganadores por universidad
| Universidad (en Patriot desde) | Premios | Años                                                 |
| ------------------------------ | ------- | ---------------------------------------------------- |
| Bucknell (1991)                | 9       | 1992, 1993, 2006, 2011, 2013, 2014, 2017, 2018, 2025 |
| Colgate (1991)                 | 7       | 1994, 1996, 1997, 2019, 2021, 2023, 2024             |
| Holy Cross (1991)              | 5       | 1995, 2001, 2003, 2005, 2007                         |
| Lehigh (1991)                  | 5       | 2004, 2010, 2012, 2015, 2016                         |
| Lafayette (1991)               | 3       | 1998, 1999, 2000                                     |
| American (2001)                | 3       | 2002, 2009, 2020                                     |
| Fordham (1991)                 | 1       | 1991                                                 |
| Boston University (2013)       | 1       | 2022                                                 |
| Navy (1992)                    | 1       | 2008                                                 |
| Army (1991)                    | 0       | —                                                    |
| Loyola (2013)                  | 0       | —                                                    |